# Novena Croada
La Novena Croada és sovint considerada com a part de la Vuitena Croada. Alguns mesos després de la Vuitena Croada, el príncep Eduard d'Anglaterra (després Eduard I) es va unir a la croada de Lluís IX de França contra Tunísia, però va arribar al campament francès després de la mort del rei. Havent passat l'hivern a Sicília, va decidir continuar la croada i va comandar els seus seguidors (entre 1.000 i 2.000), fins a Acre, on va arribar el 9 de maig del 1271. L'acompanyava un petit destacament de bretons i un altre de flamencs, liderats pel bisbe de Lieja, que abandonaria la campanya aquell hivern davant la notícia de la seva elecció com a papa, càrrec que assumí amb el nom de Gregori X.

## Antecedents
Després de la batalla d'Ayn Jalut, les forces dels mamelucs van començar a atacar les possessions cristianes per eliminar el que quedava dels estats croats, campanya iniciada el 1261 i sent comandada pel soldà Bàybars I. Cesarea i Arsuf van caure el 1265 i el 1266 totes les ciutats importants de Galilea. El 1268 Bàybars I, el soldà mameluc d'Egipte, es va apoderar de Jaffa i del castell de Beaufort defensat per l'Orde del Temple, reduint el Regne de Jerusalem a una petita franja de terra entre Sidó i Acre, després va avançar en direcció nord, cap al Principat d'Antioquia, i assetjà la capital. El 18 de maig, les tropes del soldà van obrir una esquerda en les muralles per on van entrar els mamelucs en massa.
Pel setembre del 1269, Jaume el Conqueridor va sortir de Barcelona amb la seva armada cap a Terra Santa, però dispersades les seves naus per les tempestes, el rei va haver de desembarcar a Aigüesmortes, a prop de Montpeller, i només onze naus van aconseguir arribar finalment a Sant Joan d'Acre dirigides pels fills naturals del rei Ferran Sanxis de Castre i Pere I Ferrandis d'Híxar. L'arribada dels reforços cristians va ser resposta pel soldà Bàybars I amb un atac sobre Acre que va causar moltes baixes en els croats. Els fills del rei d'Aragó van haver de renunciar a aquesta nova empresa.
Lluís IX de França, que havia organitzat un gran exèrcit croat amb la intenció d'atacar Egipte, es va desviar a Tunísia, on Eduard d'Anglaterra va arribar massa tard per salvar Lluís, el qual va morir el 1270. Eduard d'Anglaterra va continuar el seu camí a Terra Santa per ajudar Bohemon VI d'Antioquia davant l'amenaça dels mamelucs a Trípoli i el que quedava del Regne de Jerusalem.

## La croada
En conèixer la mort de Lluís IX i el final de la seva croada, Bàybars reprengué les seves conquestes, atacà el Comtat de Trípoli conquerint Castell Blanc (febrer del 1271) i el Crac dels Cavallers (8 d'abril) i posà setge a Trípoli al maig.
Quan arribà la notícia de l'arribada d'una nova croada, Bàybars aixecà el setge de Trípoli i negocià una treva de deu anys amb el comte Bohemon de Trípoli. Tanmateix, traslladà les seves tropes per prendre el castell dels teutons a Montfort el 12 de juny.
Eduard d'Anglaterra i Carles I d'Anjou van enviar les seves forces a Acre, capital del Regne de Jerusalem am l'objectiu de desmuntar la campanya del soldà Bàybars I. L'exèrcit cristià va arribar el 1271, mentre Bàybars I assetjava Trípoli, l'últim territori del Comtat de Trípoli i, per tant, ple de desenes de milers de refugiats cristians. Des de les seves bases a Xipre i Acre, Eduard i Carles van aconseguir atacar les línies interiors de Bàybars i trencar el setge.
Tan aviat com Eduard va arribar a Acre, va fer alguns intents de refer l'aliança francomongola, enviant una ambaixada a Abaqa l'Il-kan de Pèrsia, un enemic dels musulmans. L'ambaixada va ser dirigida per Reginald Rossell, Godofreu de Waus i John de Parker, i la seva missió era obtenir suport militar dels mongols. En una resposta datada el 4 de setembre del 1271, Abagha acceptava la cooperació i preguntava en quina data es duria l'atac concertat contra els mamelucs.
Les tropes d'Eduard eren insuficients per forçar una guerra oberta amb els mamelucs, amb la qual cosa la campanya es va reduir a un seguit d'enfrontaments indirectes amb fugida ràpida, en no poder concretar Eduard una acció conjunta amb els mongols de l'Il-kanat, car malgrat que Abaqa havia enviat un exèrcit de diversos milers de genets a saquejar la Síria del nord, aquests es van retirar davant l'avanç de l'exèrcit mameluc.
L'arribada dels reforços d'Hug III de Xipre va encoratjar Eduard, que va atacar la ciutat de Qaqun, on gairebé perd la vida a mans de la secta dels assassins. A finals d'octubre del 1271, una petita força dels mongols va arribar a Síria i va arrasar el territori des d'Alep cap al sud. No obstant això, Abagha, ocupat per altres conflictes al Turquestan només pogué enviar 10.000 genets mongols sota el Samagar general de l'exèrcit d'ocupació a l'Anatòlia seljúcida, a més de les tropes auxiliars. Malgrat la força relativament petita, però, la seva arribada continuà disparat un èxode de població musulmana (que recordaven les campanyes anteriors de Kithuqa) pel sud fins al Caire. Tanmateix, els mongols no es van quedar, i quan el líder mameluc Bàybars va muntar una contraofensiva des d'Egipte el 12 de novembre, els mongols ja s'havien retirat més enllà de l'Eufrates.
En l'interí, Bàybars va arribar a pensar que hauria un atac combinat per mar i terra a Egipte. Sentint la seva posició prou amenaçada, s'esforçà per aturar aquesta maniobra mitjançant la construcció d'una flota. Un cop acabada la construcció, més que atacar l'exèrcit croat directament, Bàybars intentà desembarcar a Xipre el 1271, amb l'esperança d'expulsar de l'illa Hug III de Xipre (que era també el rei nominal de Jerusalem) i deixar Eduard sense suport. Tanmateix, en la subsegüent campanya naval, la flota va ser destruïda i l'exèrcit de Bàybars van ser obligat a tornar.
Després d'aquesta victòria, Eduard es va adonar que per a garantir la resistència a llarg termini era necessari posar fi als disturbis interns a l'estat cristià, i per això decidí mediar perquè Hug i els cavallers dels Ibelin fessin les paus. Després d'aquesta reconciliació, el príncep Eduard d'Anglaterra va començar a negociar una treva amb Bàybars que havia de durar deu anys deu mesos i deu dies, tot i que aquesta negociació gairebé va acabar quan Bàybars el va intentar assassinar mitjançant l'enviament d'homes fingint buscar el baptisme com a cristians. Segons altres versions d'aquesta història, l'assassí fou enviat per l'emir de Ramla, i altres diuen que fou el Vell de les Muntanyes, sobrenom amb què era conegut el cap de la secta dels assassins. Eduard només resultà ferit per la daga enverinada i l'atacant fou capturat. El guariment d'Eduard causà un endarreriment en els plans de guerra. Els seus cavaller estaven preparant un atac directe a Jerusalem, però quan van arribar notícies que Enric III, pare d'Eduard havia mort, es va signar un tractat amb Bàybars a Cesarea, per poder tornar al seu país i ser coronat rei. No obstant això, era coneguda per tots la intenció d'Eduard de tornar en el futur al capdavant d'una croada més nombrosa i més organitzada. Eduard va requerir diversos mesos, fins que la seva salut li va permetre partir de tornada a Anglaterra el 22 de setembre del 1272.

## Conseqüències
La pau era mantinguda pels esforços d'Eduard d'Anglaterra, amb el suport del papa Nicolau IV. L'equilibri que mantenia la regió sota control era fràgil. Aquest equilibri es va ensorrar quan un grup de soldats italians catòlics va degollar un grup de camperols musulmans i cristians sirians. Quan la història de la matança va arribar a les orelles del soldà egipci al-Àixraf Khalil, immediatament va exigir el cap dels assassins. La capital de l'estat croat, Acre, que estava en plena disputa per la successió al tron de Jerusalem, va dir no al soldà i l'abril del 1291, la ciutat es va despertar envoltada per més de 200.000 soldats musulmans. Les forces cristianes de la rodalia: els cavallers hospitalers, teutons i templers, sumats a les tropes angleses i italianes, van partir per defensar el port d'Acre. El 18 de maig, les forces turques i egípcies van prendre oficialment la ciutat. Queia l'últim bastió dels europeus a Terra Santa.